# ジュリアス・ザ・キャット
ジュリアス・ザ・キャット（英: Julius the Cat）は、1922年にウォルト・ディズニーとアブ・アイワークスによって生み出されたアニメーションキャラクターである。ミッキーマウスの前身となった。

## 概要
ディズニーが手掛けたアニメシリーズ『アリス・コメディ』などに登場し、オズワルド・ザ・ラッキー・ラビットとミッキーマウスの前身になった。ジュリアスは擬人化された猫であり、デザインはフィリックス・ザ・キャットに似ている。大胆で独創的なヒーローであるジュリアスは徐々に『アリス・コメディ』の中心キャラクターとなり、ディズニーはその後のシリーズ作品から実写シーンを排してフルアニメーションの製作に専念した。
ジュリアスは、現存最古のディズニーキャラクターピートと戦った最初のディズニーアニメ主人公である。

## 歴史

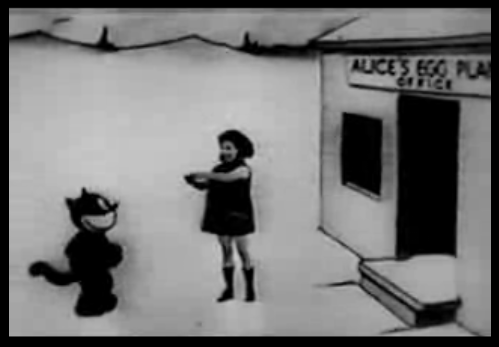
「Alice's Egg Plant』（1925）に登場したジュリアス（左）とアリス（右）

ジュリアスは、ウォルト・ディズニーにとって最初のアニメーションスタジオであるラフォグラム・フィルムが作成したアニメーション短編のうち8作品に名無しのキャラクターとして登場した。ラフォグラム・フィルム作品における最後の登場はアリス・コメディシリーズのパイロット版『Alice's Wonderland』である。『アリス・ザ・ピースメーカー』で「マイク」として登場した後、『アリスの卵工場』でジュリアスと命名され、初の名前のついたディズニーキャラになった。キャラクターを作成する主な動機は、チャールズ・ミンツがシリーズで可能な限り最高の視覚的なギャグを持ちたいということでした。:14ヴァージニア・デイヴィスが最初に演じたアリスは、わずか7歳で、コミカルな演技ができるか不安視されたため、パートナーが必要でした。猫のジュリアスがその役割を果たしました。:14アリス・コメディシリーズの過程を通して、実写のアリスよりも、アニメ化されたジュリアスがますます中心的な焦点になりました。 
ジュリアスが出演している『アリス・コメディ』では、ジュリアスの尻尾はその優れた多様性、シリーズの繰り返しの特徴を示しています。ウォルトは、9つの命を持つ猫の神話を繰り返し演じました。短編映画「アリス・ザ・ピースメーカー」では、彼はアイク（ミッキーマウスの前身）という名前のネズミと共演しています。この猫とネズミのコンビは、クレイジー・カット（およびイグナッツ）からトムとジェリー、ザ・シンプソンズのイッチー&スクラッチーなどに見られるコンビの元になりましたした。ジュリアスは、アリスがパズルを解くから始まって、ピートによって敵対された最初のディズニーのアニメキャラクターでした。彼は後で彼を『Alice Picks the Champ』に入れました。
ジュリアスは、イタリア語で「ミオミオ」、スウェーデン語で「オットー」という名前でしばしばディズニーコミックに出演している。 

## キャラクター
ジュリアスは大胆で機知に富み、独創的で、主人公の役割を果たし、苦しんでいる乙女のアリスを頻繁に救出しました。彼はしばしば、クレーン、一輪車、はしご、または他の便利な道具として、彼の握りやすい尻尾を有利に使用しました。 アブ・アイワークスのユニークなアニメーションスタイルは、スムーズで滑らかな動きをもたらしました。 

### フィリックス・ザ・キャットとの類似性
アニメーション黎明期においては、1919年11月9日にオットー・メスマーとパット・サリバンらによって生み出されたフィリックス・ザ・キャットが当時のアニメーションキャラクターの代表格だった 。ジュリアスとフィリックスの類似性は偶然ではありませんでしたが、マーガレット・ウィンクラーが気が進まないディズニーに彼をコピーするように促したためです。彼女はフィリックス・ザ・キャットのディストリビューターでしたが、サリバンと絶えず戦っていたため、最終的には分裂に至ったため、彼女はディズニーに頼って空白を埋めました。フィリックスのように、ジュリアスはペースを合わせて尻尾を外しました。彼が困惑しているとき、目に見える疑問符が彼の頭の上に形成されました。 ニューヨーク・タイムズは、ジュリアスを「ゴム製のホースと円のデザインから取り外し可能なボディパーツまでの露骨なクローン」とまで呼んでいました。 

## ジュリアスの現在

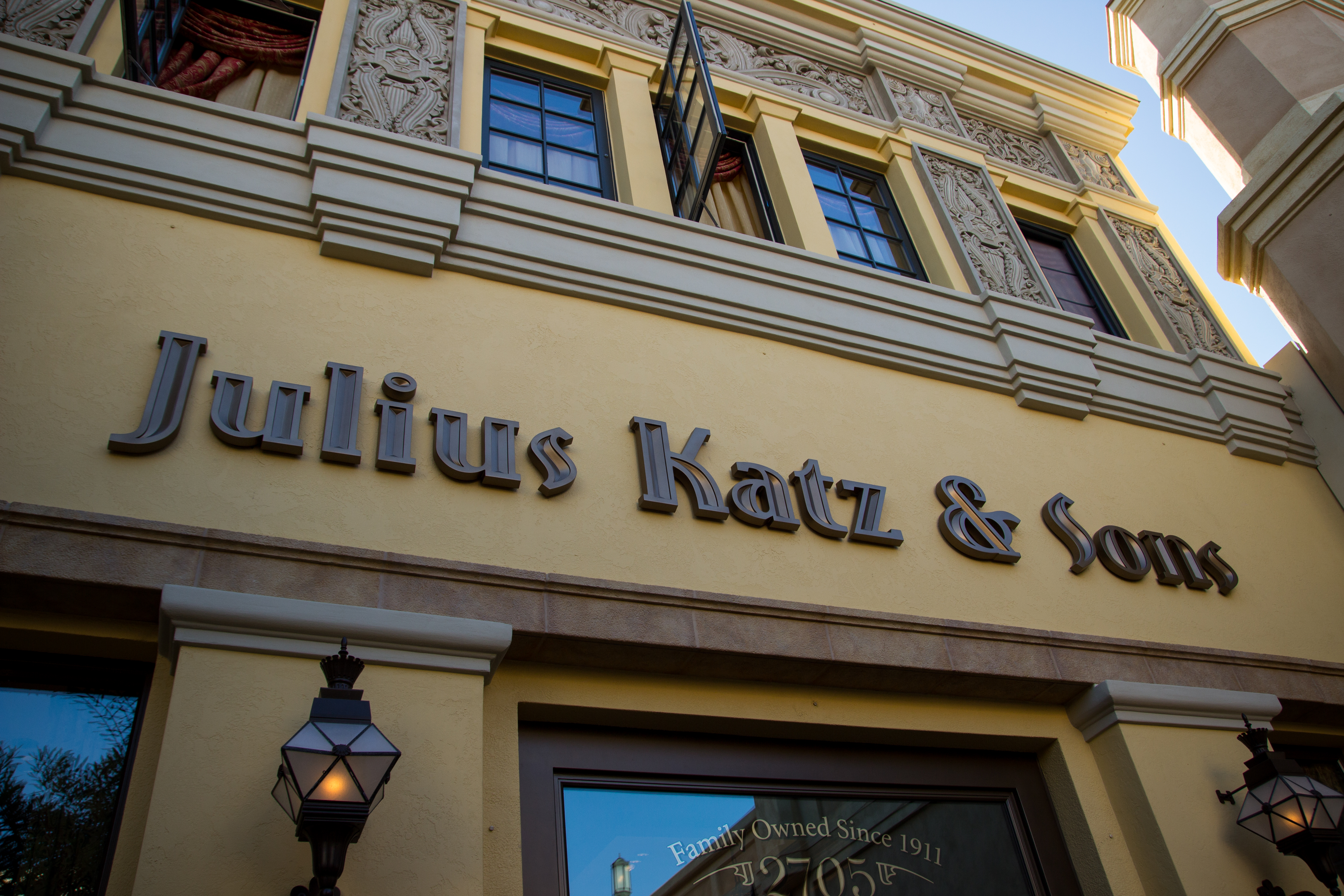
ジュリアスが店名の由来となった「ジュリアスカッツ＆サンズストア」（ディズニー・カリフォルニア・アドベンチャー）

ジュリアスが登場した作品の多くは「Disney Rarities：Celebrated Shorts：1920s–1960s」「Walt Disney Treasures：The Adventures of Oswald the LuckyRabbit」などのDVDで視聴が可能である。
ミッキーマウスシリーズの作品『ミッキーのアルバイトは危機一髪』に、ジュリアスと命名されたキャラクターが登場するが、デザインはピートに酷似しておりジュリアス・ザ・キャットとの関連性は不明。
ディズニー・カリフォルニア・アドベンチャーのブエナビスタ・ストリート内にある「ジュリアスカッツ」（靴＆時計修理店）と「ジュリアスカッツ＆サンズ」（アプライアンス修理店）は、ジュリアスにちなんで名付けられた。

## 登場作品
ジュリアスは、アリス・コメディシリーズの57本の映画のうち49本に登場した。

### 1922年
- Little Red Riding Hood
- The Four Musicians of Bremen
- Jack and the Beanstalk
- Jack the Giant Killer
- Goldie Locks and the Three Bears
- Puss in Boots
- Cinderella

### 1923年
- Alice's Wonderland[注 2]

### 1924年
- Alice's Day at Sea
- Alice's Spooky Adventure
- Alice's Fishy Story
- Alice the Peacemaker[注 3]
- Alice Hunting in Africa
- Alice and the Three Bears
- Alice the Piper

### 1925年
- Alice Cans the Cannibals
- Alice the Toreador
- Alice Gets Stung
- Alice Solves the Puzzle[注 4]
- Alice's Egg Plant[注 5]
- Alice Loses Out
- Alice Wins the Derby
- Alice Picks the Champ
- Alice's Tin Pony
- Alice Chops the Suey
- Alice the Jail Bird
- Alice Plays Cupid
- Alice in the Jungle

### 1926年
- Alice on the Farm
- Alice's Balloon Race
- Alice's Orphan
- Alice's Little Parade
- Alice's Mysterious Mystery
- Alice Charms the Fish
- Alice's Monkey Business
- Alice in the Wooly West
- Alice the Fire Fighter
- Alice Cuts the Ice
- Alice Helps the Romance
- Alice's Spanish Guitar
- Alice's Brown Derby
- Alice the LumberJack

### 1927年
- Alice the Golf Bug
- Alice Foils the Pirates
- Alice at the Carnival
- Alice at the Rodeo
- Alice the Collegiate
- Alice's Auto Race
- Alice's Circus Daze
- Alice's Knaughty Knight
- Alice's Three Bad Eggs
- Alice's Channel Swim
- Alice in the Klondike
- Alice's Medicine Show
- Alice the Whaler
- Alice the Beach Nut[注 6]